# BL Телескопа

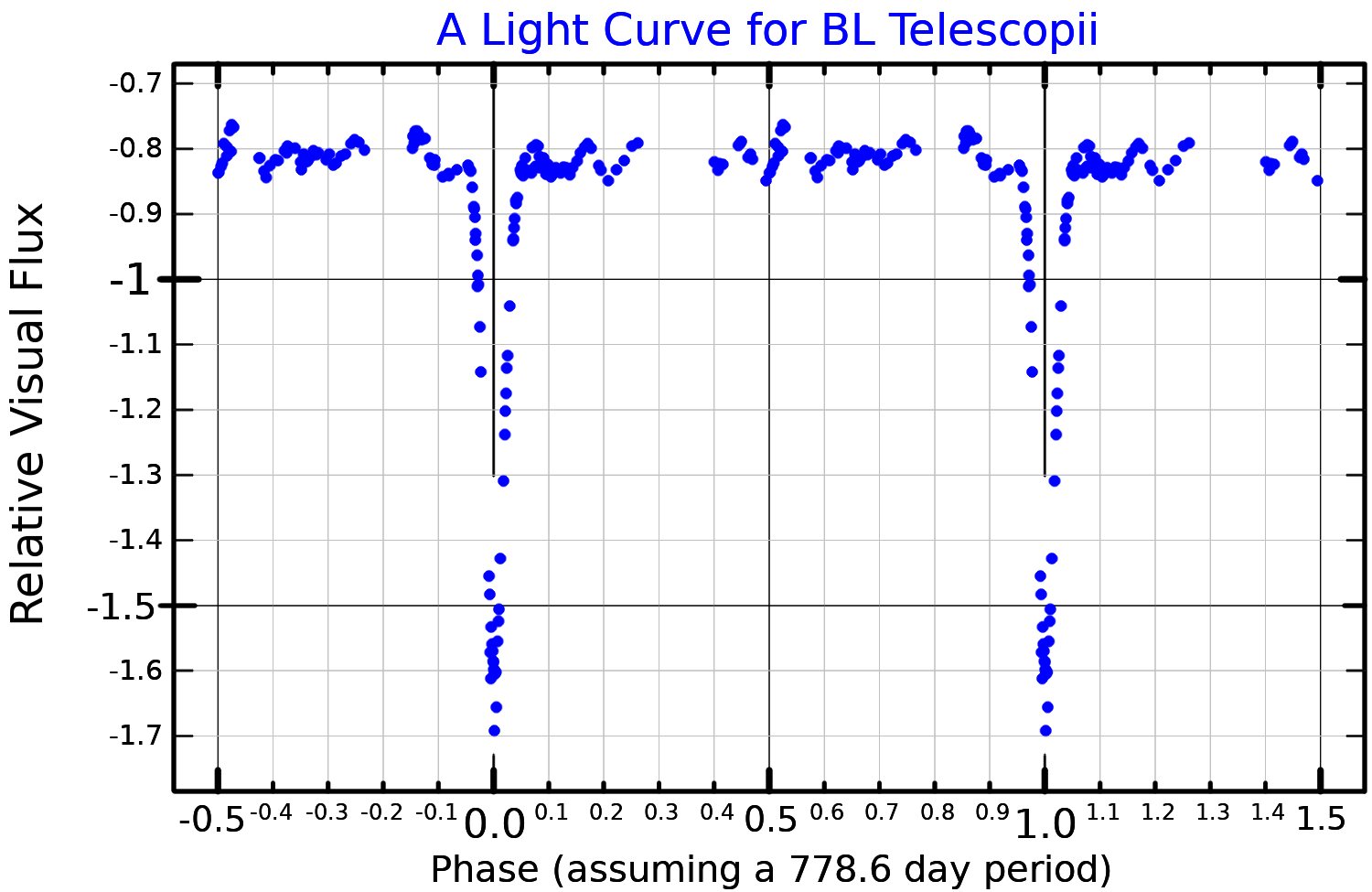
Анализ света, издаваемого BL Телескопой

BL Телескопа (англ. BL Telescopii) — кратная звезда в созвездии Телескопа.
Является затменной переменной звездой типа Алголя, видимая звёздная величина меняется от 7,09 до 9,08 с периодом 778 дней (2 года 48 суток), слишком слабая для наблюдения невооружённым глазом. Изменение блеска в основном достигается за счёт затмений компонентов. Затмение продолжается около 104 дней, при этом система становится тусклее на 2 звездные величины.
Голландский астроном Виллем Лейтен указал на переменность звезды в 1935 году. Минимумы блеска были обнаружены на более старых фотопластинках, отснятых между 1913 и 1919 годами, затем наблюдались Ховартом в 1936 году. Первоначально предполагалось, что звезда является переменной типа R Северной Короны, наличие затмений было выявлено только в 1940-е гг.
Главный компонент является жёлтым сверхгигантом спектрального класса F5Iab/b или F4Ib. Звезда сама по себе является переменной, изменения блеска достигают 0,02 звёздной величины. Пульсации имеют два периода продолжительностью 92.5 дня и 64.8 дня. Звезду относят к классу переменных звёзд типа UU Геркулеса. Такие звёзды считаются связанными с цефеидами и находятся вблизи полосы нестабильности на диаграмме Герцшпрунга — Рассела. Главный компонент имеет массу 19,73 масс Солнца, диаметр составляет 300 диаметров Солнца, второй компонент обладает массой 7,1 массы Солнца и является звездой спектрального класса M с полосами поглощения TiO (оксид титана) в спектре.
BL Телескопа находится на расстоянии около 11 тысяч световых лет (3,3 кпк) от плоскости Галактики. Вместе с высокой скоростью звезды такое расстояние показывает, что объект является убегающей звездой, вследствие некоторого процесса выброшенной на современную траекторию. Одним из возможных механизмов является выброс системы при вспышке сверхновой, если второй компонент ранее был массивной звездой.